# Cestrum guatemalense
Cestrum guatemalense es una especie de arbusto del género Cestrum perteneciente a la familia de las solanáceas. Es originaria de Guatemala.

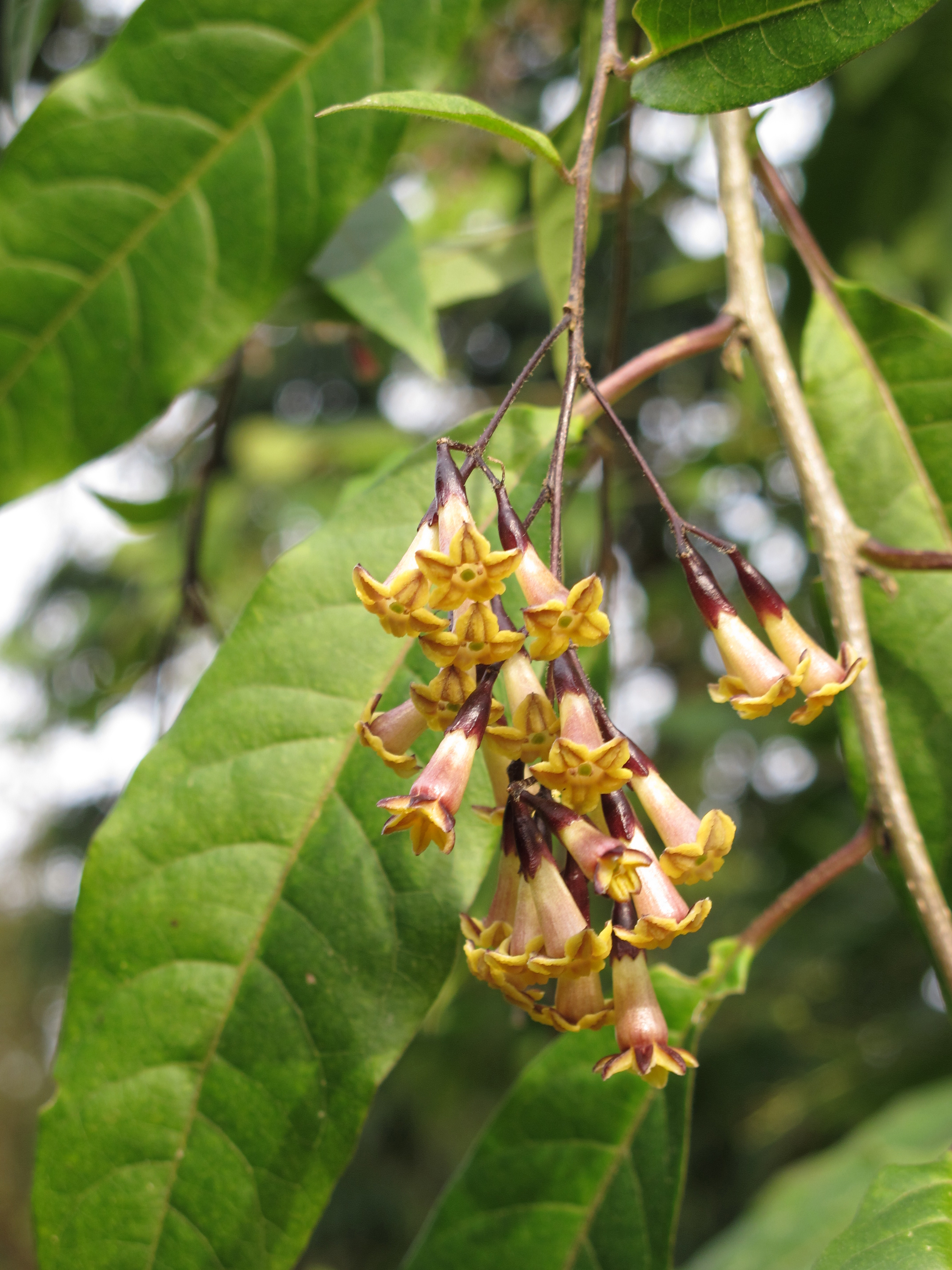
Vista de la planta

## Taxonomía
Cestrum guatemalense fue descrita por Pierre Francey y publicado en Candollea 6: 98–100. 1935.
Etimología
Cestrum: nombre genérico que deriva del griego kestron = "punto, picadura, buril", nombre utilizado por Dioscórides para algún miembro de la familia de la menta.
guatemalense: epíteto geográfico que alude a su localización en Guatemala.
Sinonimia
- Cestrum guatemalense var. gracile C.V.Morton	[3]